# Самый лучший фильм
«Самый лучший фильм» — российская кинокомедия в жанре пародии, снятая режиссёром Кириллом Кузиным. Первый художественный фильм производства телеканала «ТНТ» и Comedy Club. Дата окончания съёмочного процесса — 27 декабря 2007 года. В прокат фильм вышел 24 января 2008 года. В фильм заложено множество пародийных перекличек с другими фильмами, главным образом российского производства.

## Сюжет
У главного героя, Вадика Вольнова, идёт свадьба; он женится на своей невесте Насте. Во время торжества Вадик курит «косячок» (по предложению его друга «Полкило»). У Вадика наступает клиническая смерть, и он попадает на небеса к секретарю Бога (хотя Вадик принимает его за самого Господа Бога), и они начинают обсуждать как Вадик жил.
Он вспоминает, когда было ему 8 лет, пьянствовал с отцом Григорием под хоккейный матч СССР—Чехословакия, ходил в спортивные секции и т. п. В 80-x он служит в учебке, где прапорщик отправляет его с друзьями Лютым, Воробьём и Джокондой на службу в 10 роту за половой акт с общей поварихой «в извращённой, неприличной, неглаженной форме и в нечищенных сапогах». Там они встречают прапорщика Хохла в жилете «Dolce & Gabbana», который даёт сдачу Вадику за шутку относительно его фамилии.
Далее они вспоминают про его жизнь в 90-x. Когда был кризис, Вадик со своими друзьями Леней «Полкило» и Володей «Лялей» занимался мелким мошенничеством. Однажды, украв газовый баллончик, они пытаются ограбить целый рынок, но на ювелире газ кончается, и Вадик падает в обморок, попытавшись в оправдание изобразить, что в руках у него освежитель дыхания. Затем, по предложению «Полкило», он пытается похитить Ленина из Мавзолея, но не успевает далеко убежать и попадает к следователю по делам, попахивающими идиотизмом.
После отсидки: Вадик, «Полкило» и «Ляля» становятся преступными авторитетами, в городе их называют «Три гада». Затем следуют «стрелка» с конкурентами и драка, разговор с гаишником в состоянии наркотического опьянения, визит к проституткам, головокружительная погоня за банкиром и его избиение, в конце которого Вадик теряет сознание от удара бейсбольной битой, нанесённого ему по ошибке «Лялей».
Придя с «Полкило» и «Лялей» на пляж, Вадик знакомится со своей будущей невестой Анастасией Кориновой и её отцом, которого он с «Полкило» и «Лялей» избил в 90-x. Вадик начинает встречаться с Настей, на следующий день они идут в ресторан, там Вадик признаётся Насте, что он хочет её. Далее они идут домой к Насте, Вадик просится у той переночевать, где они занимаются сексом.
Вадик встречался с Настей до тех пор, пока отец не узнаёт, что Вадик его же и избил в 90-х, и выгоняет его. Потом Настю обманом захватывает для съёмки в «порнухе» её кумир Тима Милан (в образе, навеянном Димой Биланом и Тимати). Вадик приходит к ней на помощь. Следует батальная сцена с Миланом, в которой Вадик побеждает певца-извращенца и мирится с Настей.
Вадик просит секретаря Бога, которого он считает Богом, отправить его на Землю, и вспоминает, как однажды 7 января 2007 года помог женщине донести сумки, ублажил старушку, дал прикурить мальчику на улице и помог в туалете расстегнуть ширинку человеку с переломами обеих рук. Но тот отвечает, что Он (Бог) был в этот день занят, так как у его сына был день рождения (Рождество). Вадик добивается личной аудиенции у Бога, но после секундного разговора (скрытого от зрителя) выходит из его кабинета и садится в дьявольский грузовик, напоминающий своим видом мусоровоз, обитый изнутри мехом и ведомый мрачным водителем. Пытаясь узнать у водителя «и чего мы ждём?», он понимает, что всё произошедшее — просто сон. Очнувшись на свадьбе, он, поддавшись на уговоры «Полкило», затягивается вторым «косяком», и с довольным лицом снова падает навзничь.
В конце фильма во время титров Вадик и Настя гуляют по Москве.

## В ролях
- Гарик Харламов — Вадим (Вадик) Вольнов / Григорий, отец Вадика
- Армен Джигарханян — секретарь Бога
- Елена Великанова — Анастасия (Настя) Коринова
- Михаил Галустян — Леонид «Полкило» Нобольный, друг Вадика
- Иосиф Буяновский — Владимир «Ляля» Смирнов, друг Вадика
- Павел Воля — Тима Милан, певец-извращенец

### Остальные роли
- Дмитрий Нагиев — прапорщик
- Анастасия Калманович — секретарша в приёмной секретаря Бога
- Павел Козмопулос — киллер № 1
- Сергей Холмогоров — киллер № 2
- Всеволод Пичугин — 8-летний Вадик
- Анна Носатова — Саша, подруга Насти
- Каролина Кабакуала — Екатерина Викторовна, мама Насти
- Владимир Турчинский — продавец оружия
- Александр Фурсенко — продавец-ювелир / гангстер № 1
- Алексей Фурсенко — гангстер № 2
- Василий Фурсенко — гангстер № 3
- Николай Фурсенко — гангстер № 4
- Борис Моисеев — следователь по делам, попахивающим идиотизмом
- Игорь Кулачко — бандит № 1
- Аркадий Рюмин — бандит № 2
- Хаджимурат Набиев — гаишник
- Римма Маркова — «мамка» проституток
- Валерий Баринов — Иван Александрович, банкир / Сергей Викторович, отец Насти
- Станислав Осипов — официант в итальянском ресторане
- Дмитрий Сычёв — камео
- Георгий Дронов — джедай
- Эдуард Галеев — Илья «Лютый» Могинотов
- Сергей Косырев — Максим «Джоконда» Печаноков
- Михаил Баруздин — Валерий «Воробей» Хвостоющий
- Андрей Рудаков — Анатолий Орехов, солдат-очкарик
- Алеси Павлычева — Белоснежка
- Ксения Собчак — проститутка № 1
- Марика Кравцова — проститутка № 2
- Лера Кудрявцева — проститутка № 3
- Юлия Беретта — проститутка № 4
- Владимир Пермяков — продавец на птичьем рынке
- Роман Печерский — повар в итальянском ресторане
- Сергей Еничев — шпагоглотатель
- Постановщик трюков — Сергей Воробьёв

## Фильмы — объекты пародий
- «Ночной дозор» — на праздничном столе у бутылки вина вырастают паучьи лапки, грузовик «Аварийная служба „МОССВЕТ“», драка в палаточном лагере и на мосту.
- «Дневной дозор» — автомобиль Вадика едет по отвесной стене гостиницы «Космос», авария с грузовиком «МОССВЕТа».
- «9 рота» — Вадика и его друзей переводят в 10 роту.
- «Брюс Всемогущий» — Вадик и секретарь Бога ходят по воде.
- «Даже не думай!» — свидание Вадика и Насти.
- «Бой с тенью» — 8-летний Вадик бьёт своего отца.
- «Бригада» — прозвище трёх друзей «Три гада».
- «Бумер» — ограбление рынка.
- «Дальнобойщики» — Вадик уезжает в ад на грузовике под музыку из этого телесериала.
- «Моя прекрасная няня» — в конце фильма.
- «Заводной апельсин» — сцена избиения банкира.
- «Звёздные войны» — пародируется тема джедаев.
- «Матрица» — поединок Вадика с Тимой Миланом и известный трюк Нео — уклонение от пуль.
- «Пираты Карибского моря» — образ Джека Воробья у одного из солдат во время пародии фильма «9 рота».
- «Хэллоуин» — съёмка от первого лица, когда 8-летний Вадик бродит по квартире отца.
- «Цельнометаллическая оболочка» — прапорщик унижает матом новобранцев словами из фильма.
- «Чародеи» — госномера на автомобилях: ЖМУ, РВУ, ГНУ и т. д.
- «Зелёный слоник» — Тима Милан пытается придушить Вадика, завалив его во время боя, и поёт ему песню «Ты моя удача».

## Телепередачи — объекты пародий
- «Кто хочет стать миллионером?» — когда секретарь Бога задаёт Вадику вопрос.

## Саундтрек
В фильм вошли следующие музыкальные композиции:
1. Рихард Штраус — Так говорил Заратустра
2. Гершон Кингсли — Popcorn
3. Molotov — Puto
4. Triplex vs. Apocalyptica — Бой с тенью
5. Большой детский хор Гостелерадио СССР — Марш авиаторов (в титрах указана как «Герои спорта»)
6. Elvis Presley — Are You Lonesome Tonight?
7. Сергей Шнуров — Мобильник
8. Вячеслав Добрынин — Прощай
9. Алексей Шелыгин — Бригада. Пролог
10. Mo’Horizons — Brazil
11. Limp Bizkit — Break Stuff
12. Toto Cutugno — Solo Noi
13. Moloko — Sing It Back
14. Prince — La-La (Means I Love You)
15. Roy Orbison — Oh, Pretty Woman
16. Joe Cocker — You Are So Beautiful (To Me)
17. King Floyd — What Our Love Needs
18. Юрий Визбор — Милая моя, солнышко лесное
19. Александра Пахмутова — В мире животных
20. Валерий Зубков — Встреча (из к/ф «Цыган»)
21. Julio Iglesias — Abrazame
22. Тимур Темиров — Небо над землей
23. Мегаполис — Карл-Маркс-штадт
24. Карл Орф — O Fortuna
25. Високосный год — Тихий огонёк
26. ДжаниRадари & Павел Воля — Самая лучшая песня
27. Павел Воля — Поливальная машина

## Награды и номинации
| Награды и номинации          | Награды и номинации       | Награды и номинации                                              | Награды и номинации | Награды и номинации |
| Награда                      | Категория                 | Номинант                                                         | Результат           |                     |
| ---------------------------- | ------------------------- | ---------------------------------------------------------------- | ------------------- | ------------------- |
| MTV Russia Movie Awards      | «Прорыв года»             | Гарик Харламов                                                   | Победа              |                     |
| MTV Russia Movie Awards      | «Лучший фильм»            |                                                                  | Номинация           |                     |
| MTV Russia Movie Awards      | «Лучшая комедийная роль»  | Михаил Галустян                                                  | Номинация           |                     |
| MTV Russia Movie Awards      | «Лучшая кинокоманда»      |                                                                  | Номинация           |                     |
| MTV Russia Movie Awards      | «Лучший саундтрек»        | «Самая лучшая песня» — Павел Воля (feat. «Джаниrадари»)          | Номинация           |                     |
| MTV Russia Movie Awards      | «Самая зрелищная сцена»   | Вадик и Полкило с обескураженным видом рассматривают проституток | Номинация           |                     |
| Международная премия зрителя | «Мировое гумно от России» | «Самый лучший фильм»                                             | Победа              |                     |

## Кассовые сборы
Фильм установил рекорд российского кинопроката, собрав в первый уик-энд 403,87 миллиона рублей, опередив по этому показателю «Пираты Карибского моря: На краю Света» и «Ирония судьбы. Продолжение». Несмотря на кассовые успехи, фильм получил множество неодобрительных отзывов. Также имели место положительные отзывы и рецензии. Во второй уик-энд посещаемость фильма упала на 72 %.

## Продолжение
- Самый лучший фильм 2